# Lunel
Lunel is een gemeente in het Franse departement Hérault (regio Occitanie). De gemeente telde 26.380 inwoners op 1 januari 2022. De plaats maakt deel uit van het arrondissement Montpellier.

## Geschiedenis

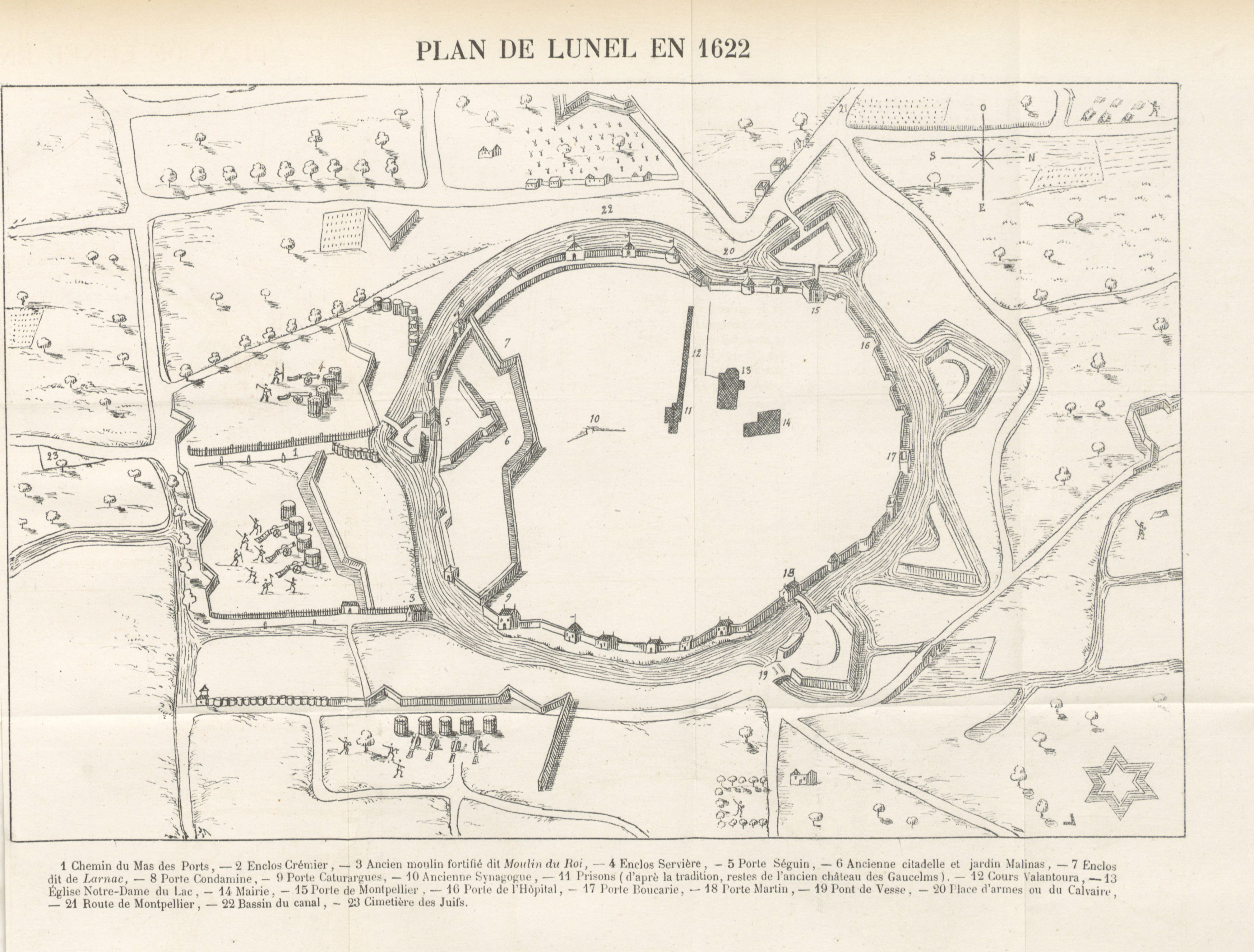
Verdedigingswerken van Lunel in 1622

De plaats is ontstaan aan het begin van de 11e eeuw. Rond 1200 kreeg Lunel een eerste stadsmuur die een gebied van 9 ha beschermde en die vier poorten had. De heren van Lunel waren afkomstig uit het huis Gaucelm. Op uitnodiging van Raymond Gaucelm vestigden zich in de 13e eeuw karmelieten in de stad. Toen Rosselin Gaucelm in 1295 stierf zonder mannelijke erfgenaam, viel Lunel toe aan de Franse kroon.
Rond 1140 vestigden een aantal Joden zich in Lunel. Zij waren verdreven uit Granada door de Almohaden. Aan het einde van de 13e eeuw telde de Joodse gemeenschap ongeveer 250 leden op een totale bevolking van 5.000. Er was een befaamde Joodse school. In 1306 werden de Joden verdreven uit Languedoc door koning Filips IV van Frankrijk. Zij konden in 1315 terugkeren maar geen Joodse familie keerde terug naar Lunel.
Aan het begin van de 17e eeuw was er geweld tussen katholieken en protestanten en werden de katholieke kerk en de protestantse kerk vernield. Via een kanaal geopend in 1728 was Lunel verbonden met de lagune Étang de l’Or en zo met de Middellandse Zee. In de haven van Lunel werden wijn, zout, veevoer, graan, steenkool en hout verscheept. De haven en ook voor een deel het kanaal werden gedempt.
In de 19e eeuw werd de wijnteelt steeds belangrijker en ook de beroepen die ermee samenhingen (kuipers, enz.). De komst van de spoorweg halfweg de 19e eeuw gaf een nieuwe impuls aan de economie.

## Geografie
De oppervlakte van Lunel bedroeg op 1 januari 2022 23,9 vierkante kilometer; de bevolkingsdichtheid was toen 1.103,8 inwoners per km².
De onderstaande kaart toont de ligging van Lunel met de belangrijkste infrastructuur en aangrenzende gemeenten.

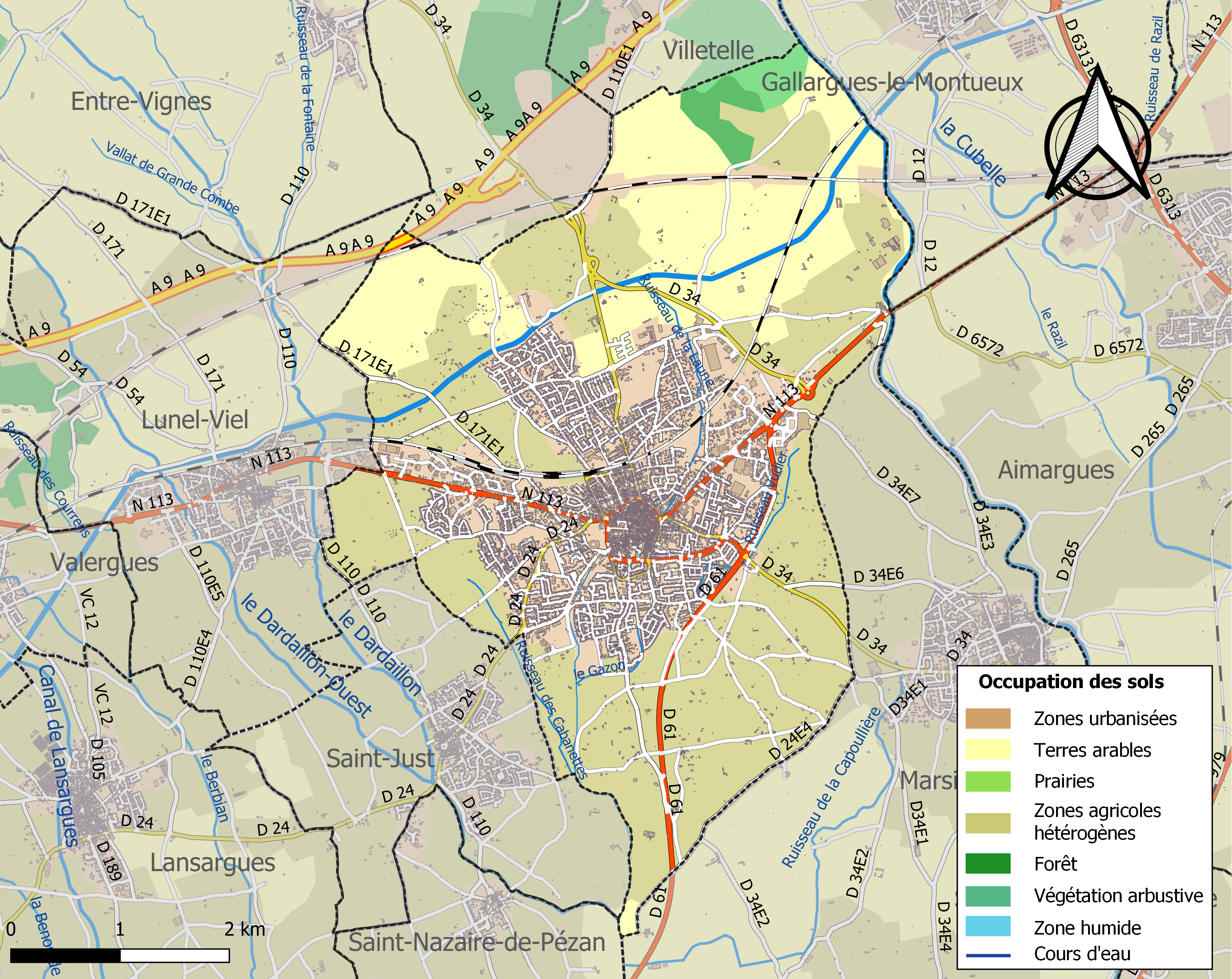

## Verkeer en vervoer
In de gemeente ligt spoorwegstation Lunel.
De autosnelweg A9 loopt ten noorden van de gemeente.

## Demografie
Onderstaande figuur toont het verloop van het inwonertal (bron: INSEE-tellingen).

## Bezienswaardigheden
- Musée Médard, geopend in 2013 en gevestigd in het 18e-eeuwse hôtel Paulet, is een museum rond het boek, opgebouwd rond het fonds van boekenverzamelaar Louis Médard.
- Kerk Notre-Dame du Lac
- Porte Notre-Dame, stadspoort
- Tour des Prisons, toren van de stadsmuur en van de 16e eeuw tot 1917 een gevangenis
- Chapelle des Pénitents, kapel van het voormalig karmelietenklooster

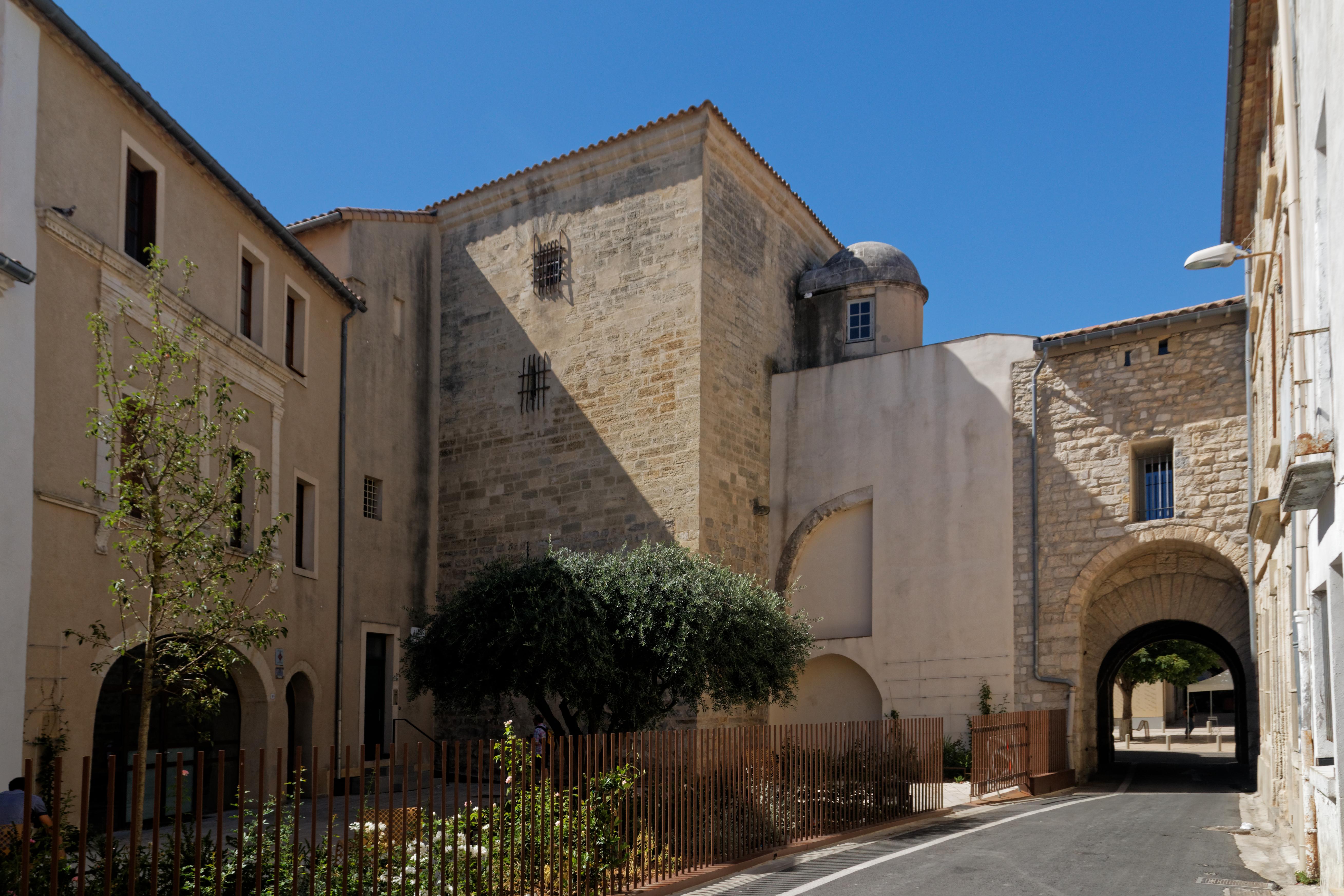
Château des Gaucelm
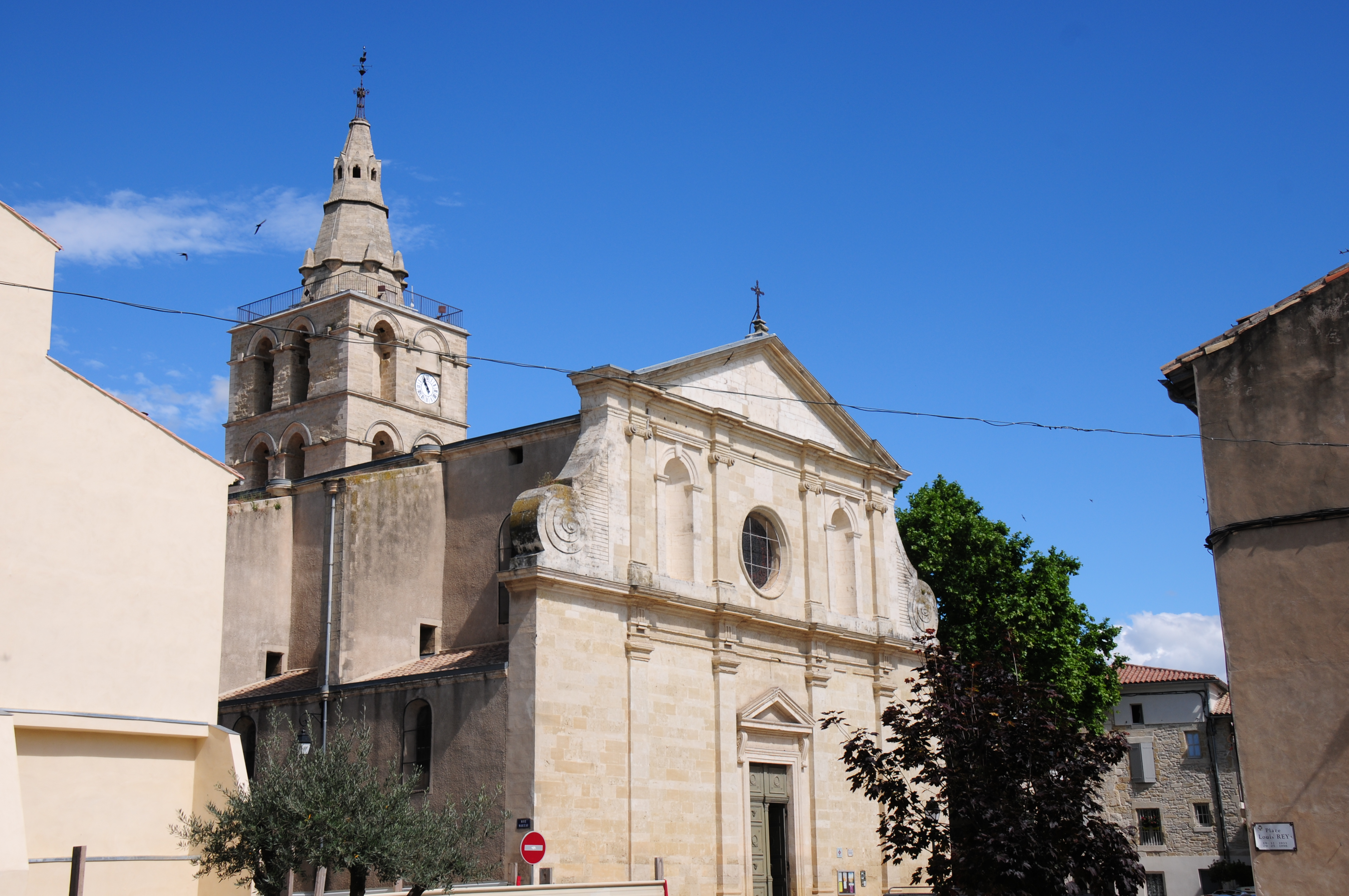
Kerk Notre-Dame du Lac
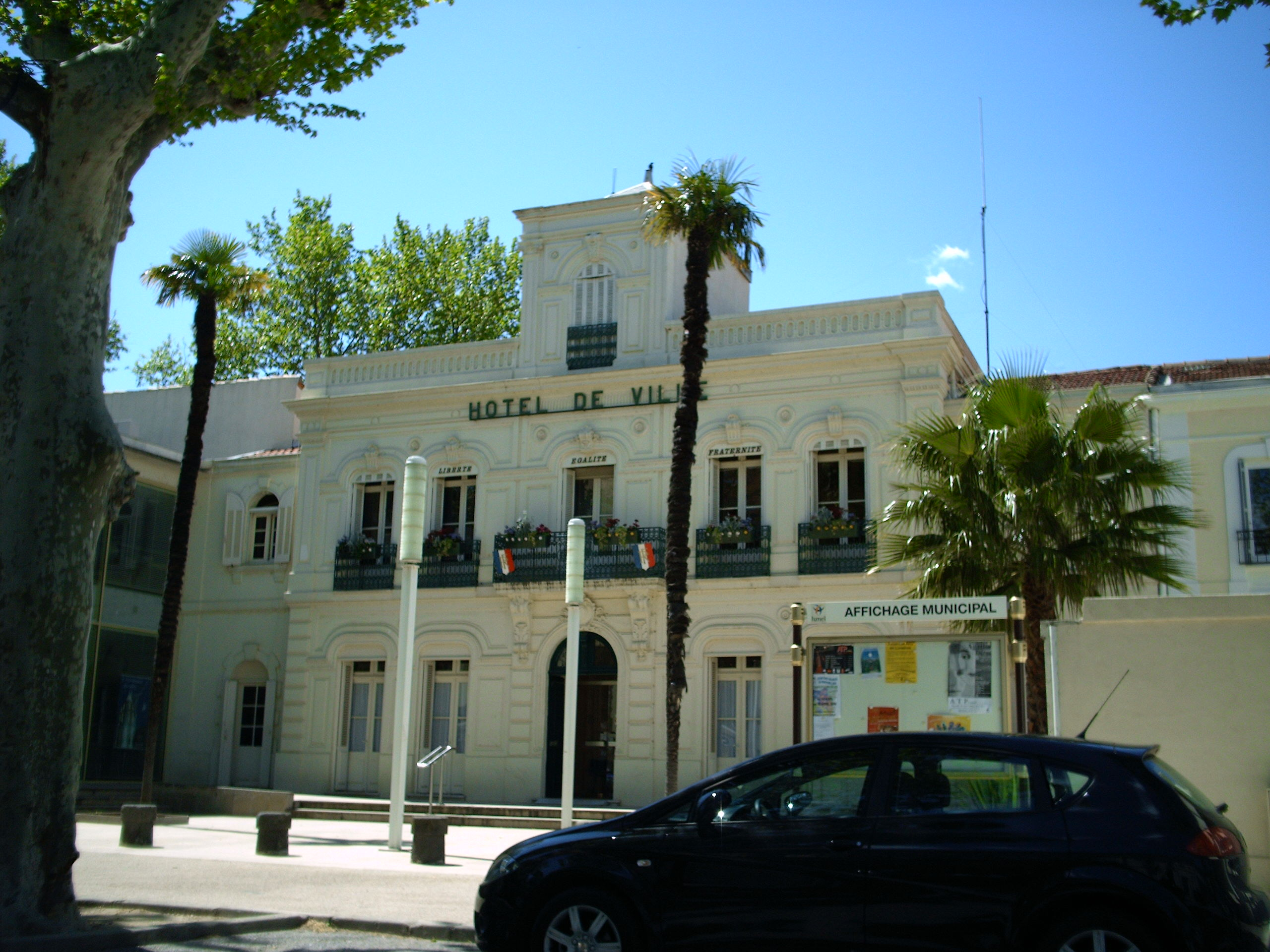
Gemeentehuis
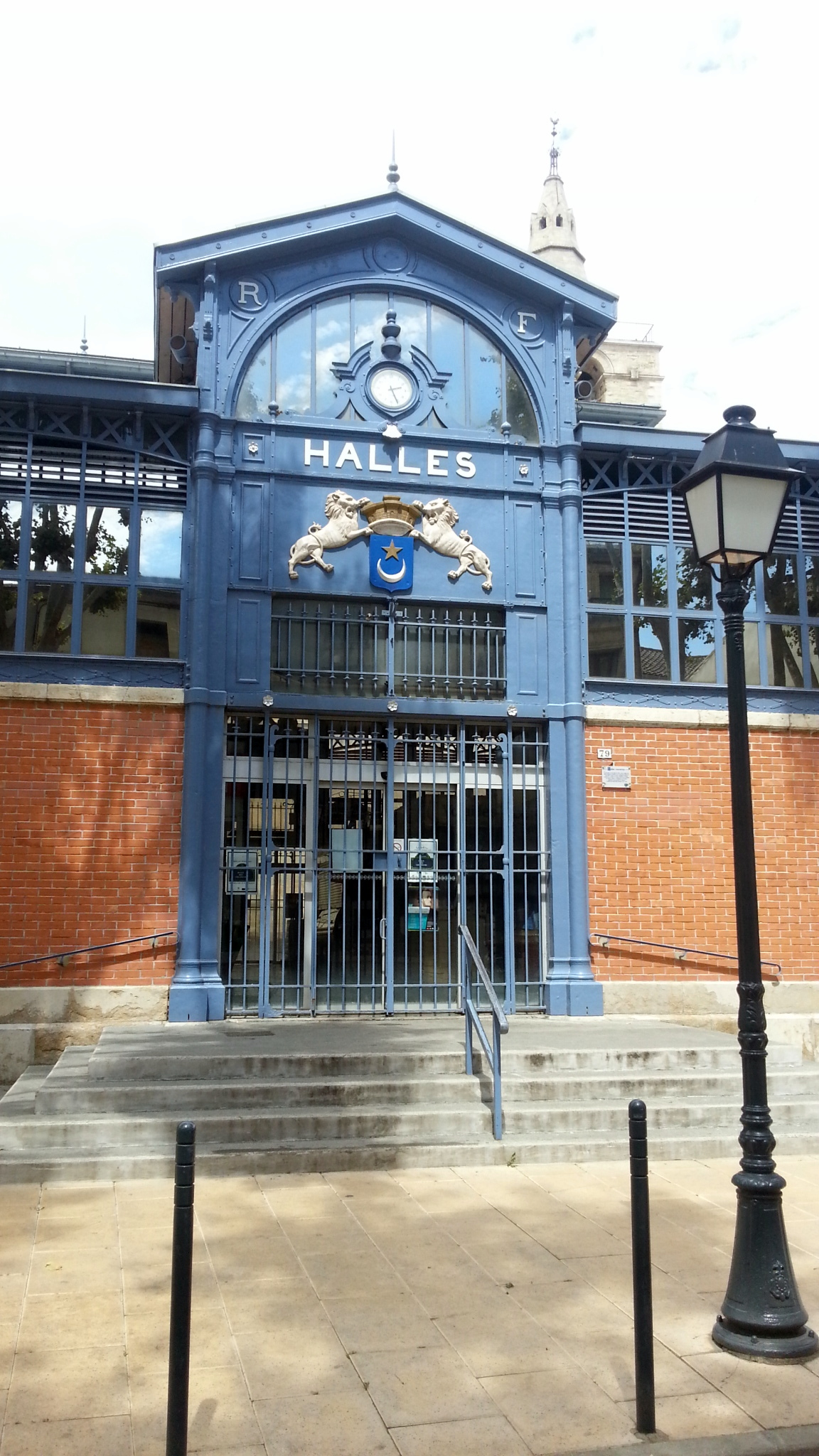
Markthal
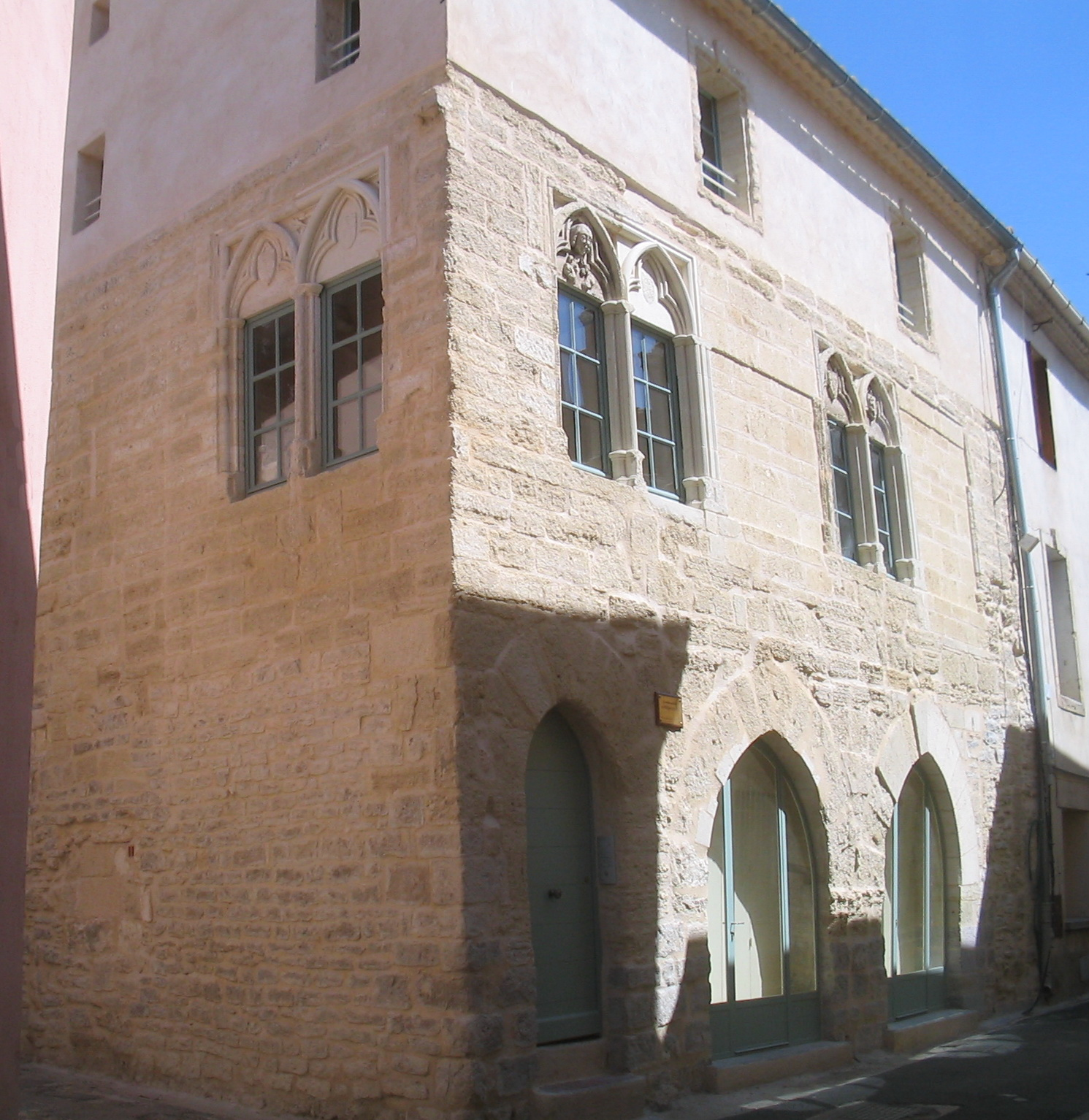
Gotisch huis
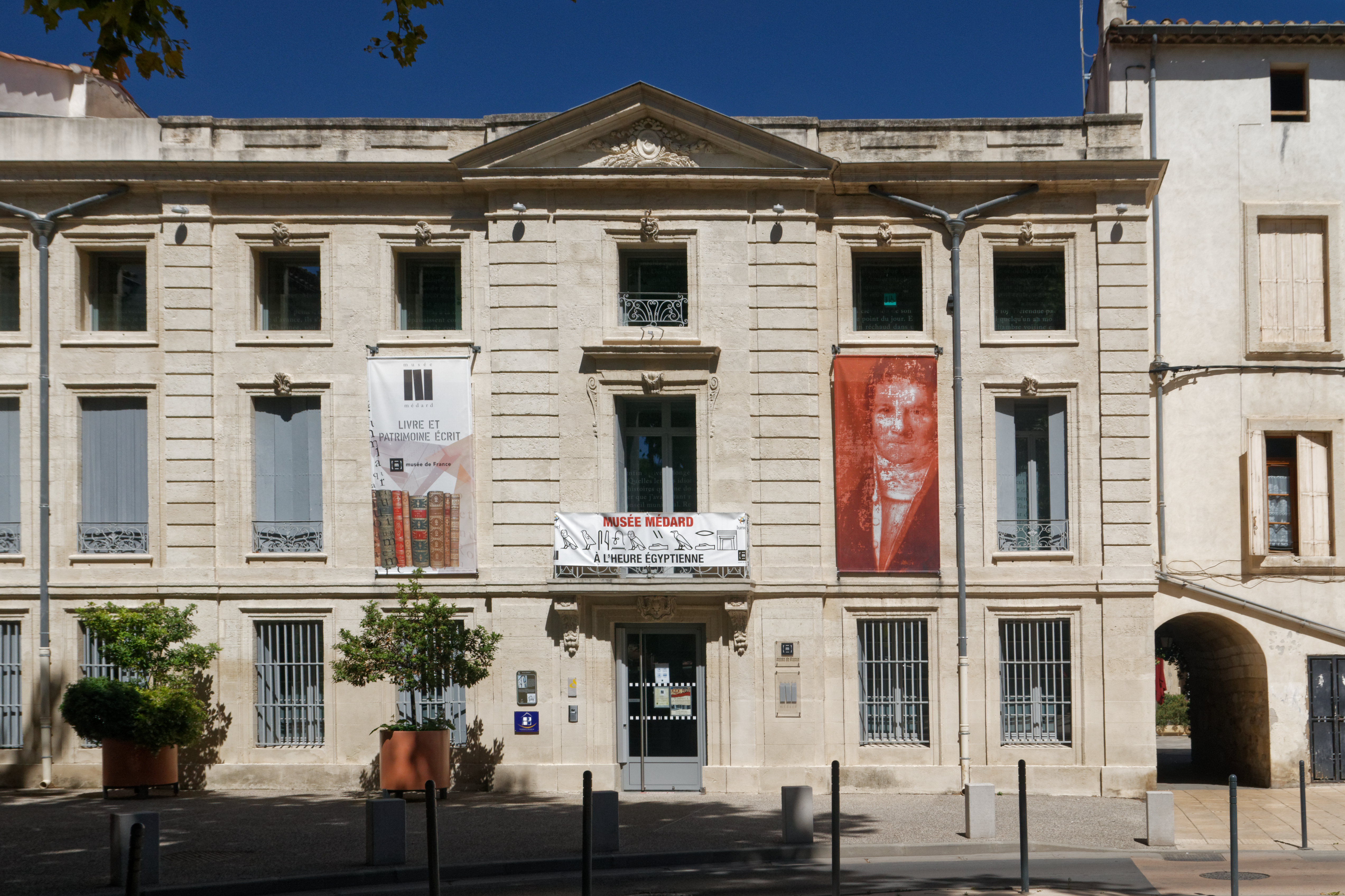
Musée Médard
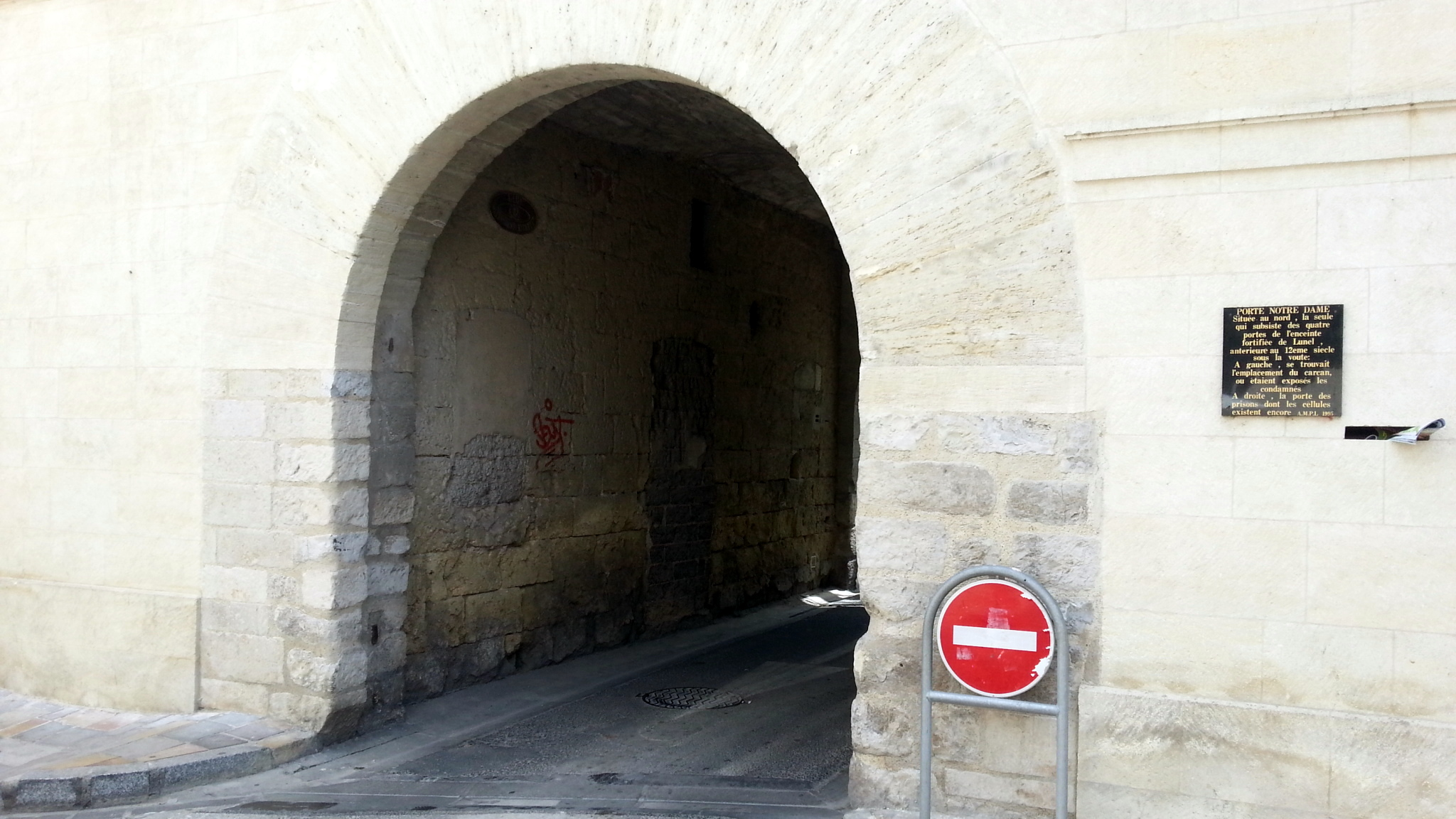
Porte Notre-Dame

## Geboren in Lunel
- Folquet van Lunel (1244-rond 1300), troubadour
- Louis Médard (1768-1841), handelaar en boekenverzamelaar
- Charles Ménard (1861-1892), militair
- Louis Feuillade (1873-1925), filmregisseur
- Ellyes Skhiri (1995), Frans-Tunesisch voetballer